# Toi, la Musique et moi
 "Toi, La musique et moi", Canção do Mónaco no Festival Eurovisão da Canção 1976.

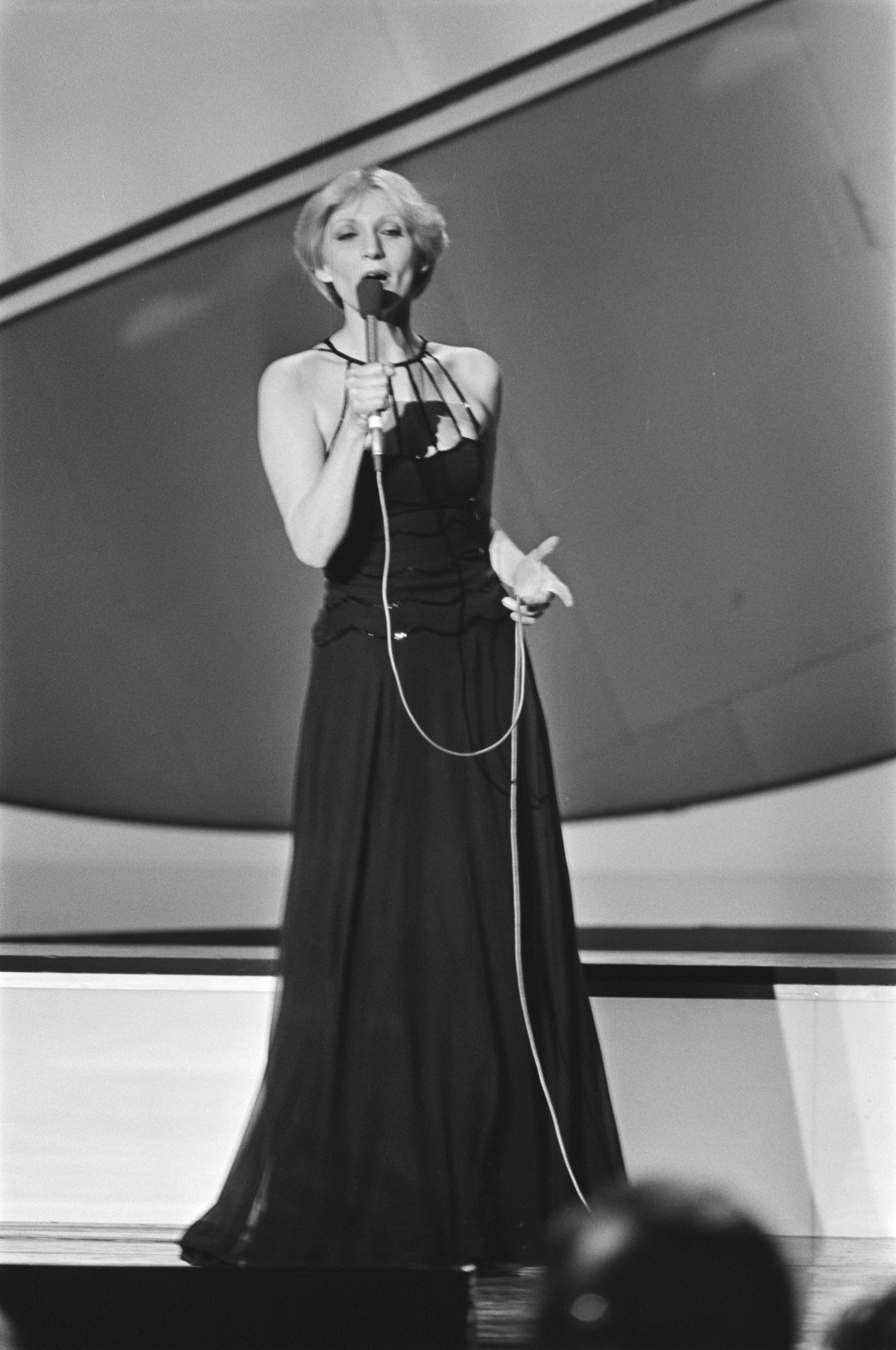
Mary Christy em sua apresentação no Festival Eurovisão da Canção de 1976

"Toi, la Musique et moi" (tradução portuguesa: "Tu, a Música e Eu") foi a canção que representou o Mónaco no Festival Eurovisão da Canção 1976, interpretada em língua francesa por Mary Christy.
A canção é uma balada em que Christy diz ao seu amado que através da música eles podem criar o seu próprio mundo que pode ser bem diferente do mundo triste que eles vivem.
A canção foi a 16.ª a ser interpretada na noite do evento, a seguir à canção portuguesa "Uma flor de verde pinho", cantada por Carlos do Carmo e antes da canção francesa "Un, deux, trois", interpretada por Catherine Ferry. A canção monegasca terminou num honroso terceiro lugar e recebeu 93 pontos.